# A Menina Dança
"A Menina Dança" é a sétima canção gravada pelos Novos Baianos no álbum Acabou Chorare de 1972. Foi composta por Luiz Galvão (letra) e Moraes Moreira (música) especialmente para Baby Consuelo cantar. Segundo Baby, "A letra diz que 'estava tudo virado' e que cheguei 'após esgotar o tempo regulamentar'. Significava que no tempo em que cantoras fabulosas, como Elis Regina e Gal Costa, bombavam, eu trazia meu estilo particular."

## Ficha técnica
Ficha dada por Maria Luiza Kfouri:
- Baby Consuelo: voz
- Dadi Carvalho: baixo elétrico
- Pepeu Gomes: guitarra elétrica
- Jorginho Gomes: cavaquinho